# Двостулкові
Двостулкові, або Пластинчастозяброві (Bivalvia L, синоніми: Bivalva, Lamellibranchia, Pelecypoda та ін.) — клас молюсків. Найхарактерніші особливості будови — наявність мушлі (черепашки) з двох стулок, розташованих обабіч тіла, а також практично повна редукція голови і всіх пов'язаних з нею утворень, включно із радулою. Відомо від 7500 до 10 000 сучасних і близько 20 000 викопних видів.
Двостулкові — виключно водна група, живуть як у солоних, так і в прісних водоймах, зустрічаються переважно на глибині до 100 метрів. Личинки планктонні або паразитичні, після метаморфози осідають на дно. Молоді молюски можуть після осідання прикріплюватися нерухомо до поверхні твердих предметів або ґрунту, або ритися у м'яких ґрунтах. Деякі види здатні швидко пересуватися, ляскаючи стулками мушлі (морський гребінець).
Є лише два відділи тіла: тулуб та нога. Тіло вкрите двостулковою черепашкою. Дихають зябрами, споживаючи розчинений у воді кисень; живляться за допомогою фільтрації. Складки мантії утворюють на задньому кінці тіла ввідний та вивідний сифони, за допомогою яких двостулкові організовують циркуляцію води в мантійній порожнині. Органи виділення — нирки. Серце складається з двох передсердь та шлуночка. Нервова система розкидано-вузлового типу. Органи чуттів розвинені слабко. Переважна більшість двостулкових — роздільностатеві, проте відомі й гермафродити.
Двостулкові молюски — природні фільтратори води. Молюсків деяких видів (мідії, устриці) людина споживає в їжу. З двостулкових добувають перлини, перламутр, бісус; черепашки деяких видів слугують сувенірами або навіть засобами оплати. Подеколи двостулкових застосовують для очищення води. Деякі двостулкові завдають шкоди господарству. Так, корабельний хробак пошкоджує дерев'яні днища кораблів, підводні споруди.
Характерні представники класу: беззубка (Anodonta), перлівниця (Unio), морський гребінець (Pecten), устриці (Ostreidae), мідія (Mytilus), тередові (Teredinidae), річкова скойка, дрейсена, серцевидка, кулька.

## Різноманітність
Максимальний розмір дорослих представників сучасних видів коливається від 0,52 мм у мікроскопічного молюска Condylonucula maya до 1532 мм у довжину у корабельного черва Kuphus polythalamia. Однак найчастіше найбільшим двостулковим молюском вважається Tridacna gigas, що може досягати у довжину до 1200 мм і важити понад 200 кг. Найбільший відомий вимерлий молюск є Platyceramus, рештки якого у довжину мають 3000 мм.
Маркус Губер (англ. Markus Huber) у своїй роботі 2010 року «Компендіум двостулкових» (англ. Compendium of Bivalves), наводить цифру 9200 (106 родин) як загальну кількість існуючих видів молюсків. Він зазначає, що часто у літературі наводять цифру 20 000 існуючих видів, але вона не є підтверджена. Таблиця нижче ілюструє відому різноманітність двостулкових за Губером:
| Підклас           | Надродини        | Родини                   | Роди                   | Види                    |
| ----------------- | ---------------- | ------------------------ | ---------------------- | ----------------------- |
| Heterodonta       |                  | 64 (вкл. 1 прісноводний) | 800 (16 прісноводних)  | 5600 (270 прісноводних) |
|                   | Arcticoidea      | 2                        | 6                      | 13                      |
|                   | Cardioidea       | 2                        | 38                     | 260                     |
|                   | Chamoidea        | 1                        | 6                      | 70                      |
|                   | Clavagelloidea   | 1                        | 2                      | 20                      |
|                   | Crassatelloidea  | 5                        | 65                     | 420                     |
|                   | Cuspidarioidea   | 2                        | 20                     | 320                     |
|                   | Cyamioidea       | 3                        | 22                     | 140                     |
|                   | Cyrenoidea       | 1                        | 6 (3 прісноводних)     | 60 (30 прісноводних)    |
|                   | Cyrenoidoidea    | 1                        | 1                      | 6                       |
|                   | Dreissenoidea    | 1                        | 3 (2 прісноводних)     | 20 (12 прісноводних)    |
|                   | Galeommatoidea   | біля 4                   | близько 100            | близько 500             |
|                   | Gastrochaenoidea | 1                        | 7                      | 30                      |
|                   | Glossoidea       | 2                        | 20                     | 110                     |
|                   | Hemidonacoidea   | 1                        | 1                      | 6                       |
|                   | Hiatelloidea     | 1                        | 5                      | 25                      |
|                   | Limoidea         | 1                        | 8                      | 250                     |
|                   | Lucinoidea       | 2                        | близько 85             | близько 500             |
|                   | Mactroidea       | 4                        | 46                     | 220                     |
|                   | Myoidea          | 3                        | 15 (1 прісноводний)    | 130 (1 прісноводний)    |
|                   | Pandoroidea      | 7                        | 30                     | 250                     |
|                   | Pholadoidea      | 2                        | 34 (1 прісноводний)    | 200 (3 прісноводних)    |
|                   | Pholadomyoidea   | 2                        | 3                      | 20                      |
|                   | Solenoidea       | 2                        | 17 (2 прісноводних)    | 130 (4 прісноводних)    |
|                   | Sphaerioidea     | (1 прісноводний)         | (5 прісноводних)       | (200 прісноводних)      |
|                   | Tellinoidea      | 5                        | 110 (2 прісноводних)   | 900 (15 прісноводних)   |
|                   | Thyasiroidea     | 1                        | близько 12             | близько 100             |
|                   | Ungulinoidea     | 1                        | 16                     | 100                     |
|                   | Veneroidea       | 4                        | 104                    | 750                     |
|                   | Verticordioidea  | 2                        | 16                     | 160                     |
| Palaeoheterodonta |                  | 7 (вкл. 6 прісноводних)  | 171 (170 прісноводних) | 908 (900 прісноводних)  |
|                   | Trigonioidea     | 1                        | 1                      | 8                       |
|                   | Unionoidea       | (6 прісноводних)         | (170 прісноводних)     | (900 прісноводних)      |
| Protobranchia     |                  | 10                       | 49                     | 700                     |
|                   | Manzanelloidea   | 1                        | 2                      | 20                      |
|                   | Nuculanoidea     | 6                        | 32                     | 460                     |
|                   | Nuculoidea       | 1                        | 8                      | 170                     |
|                   | Sapretoidea      | 1                        | близько 5              | 10                      |
|                   | Solemyoidea      | 1                        | 2                      | 30                      |
| Pteriomorpha      |                  | 25                       | 240 (2 прісноводних)   | 2000 (11 прісноводних)  |
|                   | Anomioidea       | 2                        | 9                      | 30                      |
|                   | Arcoidea         | 7                        | 60 (1 прісноводних)    | 570 (6 прісноводних)    |
|                   | Dimyoidea        | 1                        | 3                      | 15                      |
|                   | Limoidea         | 1                        | 8                      | 250                     |
|                   | Mytiloidea       | 1                        | 50 (1 прісноводний)    | 400 (5 прісноводних)    |
|                   | Ostreoidea       | 2                        | 23                     | 80                      |
|                   | Pectinoidea      | 4                        | 68                     | 500                     |
|                   | Pinnoidea        | 1                        | 3 (+)                  | 50                      |
|                   | Plicatuloidea    | 1                        | 1                      | 20                      |
|                   | Pterioidea       | 5                        | 9                      | 80                      |